# Sers (Hautes-Pyrénées)
Sers település Franciaországban, Hautes-Pyrénées megyében. Lakosainak száma 109 fő (2022. január 1.). Sers Villelongue, Bagnères-de-Bigorre, Beaucens, Betpouey, Viey és Barèges községekkel határos.

## Népesség
A település népessége az elmúlt években az alábbi módon változott:
| Lakosok száma | 92   | 105  | 106  | 114  | 114  | 115  | 117  | 118  | 113  | 109  |
|               | 2010 | 2013 | 2015 | 2016 | 2017 | 2018 | 2019 | 2020 | 2021 | 2022 |